# Pino sulla Sponda del Lago Maggiore
Pino sulla Sponda del Lago Maggiore – miejscowość i gmina we Włoszech, w regionie Lombardia, w prowincji Varese.
Według danych na rok 2004 gminę zamieszkiwało 247 osób, 35,3 os./km².
4 lutego 2014 gmina została zlikwidowana.